# Алвес да Силва, Педро
Педро Алвеc да Силва (порт. Pedro Alves da Silva; 25 апреля 1981, Бразилиа) — бразильский футболист.

## Карьера
Педро Силва начал свою карьеру в Бразилии, выступая за клубы «Палмейрас», «Фигейренсе», «Витория» (Салвадор), затем был куплен клубом «Интернасьонал», за который, правда, не играл, а находился в других командах на правах аренды, включая «Сантос» и «Коринтианс».
25 июня 2007 года Педро Алвес был куплен клубом «Спортинг» из Лиссабона, предпочтя ему киевское «Динамо», но в самом начале сезона футболист получил тяжелую травму колена, которая вывела его из строя на полгода, однако, несмотря на прогнозы врачей, уже к началу января Педро Силва восстановился от травмы, а затем отвоевал место в основном составе у португальца Абела. 23 марта 2009 года в финале кубка лиги Португалии за его нарушение был назначен пенальти, которого, как позже признался главный арбитр, не было, после которого соперник «Спортинга» «Бенфика» сравняла счёт, а матч завершился серией пенальти, который выиграла «Бенфика», после игры Педро Силва выбросил серебряную медаль и сказал: «Зачем мне нужна эта медаль? Если там был пенальти, то пусть мой сын умрёт», правда, через день футболист признал, что не должен был так себя вести и извинился перед партнёрами и болельщиками команды.

## Достижения
- Чемпион штата Байа: 2004
- Чемпион штата Минас-Жерайс: 2005
- Чемпион штата Сан-Паулу: 2007
- Обладатель суперкубка Португалии: 2007
- Обладатель кубка Португалии: 2008